# Maria e l'amore
Maria e l’amore (Maria rêve) è un film del 2022 diretto da Lauriane Escaffre e Yvonnick Muller.
Commedia francese che racconta con delicatezza il risveglio creativo e sentimentale di una donna di mezza età.

## Trama
Maria, una donna riservata sposata da 25 anni, lavora come addetta alle pulizie ma in segreto scrive poesie su un quaderno rosso che reca sempre con sé. Assunta alla Scuola di Belle Arti di Parigi, vi incontra Hubert, l’eccentrico e solitario custode del luogo.
Il marito non ha ancora superato lo choc conseguente alla fuga d'amore della figlia Charlotte con il suo migliore amico. Maria cerca un riavvicinamento con la figlia ma anche per lei è difficile accettare questa situazione.
La frequentazione della Scuola di Belle Arti, anche se solo come addetta alle pulizie, finisce per stimolarne la creatività e aprirla alla conoscenza del mondo dell'arte e anche dei giovani che la frequentano. 
Con Hubert poi nasce un'intesa particolare che dà stimolo ad entrambi, per diversi motivi da troppo tempo chiusi in sé stessi e quasi rassegnati a non provare più emozioni di un certo tipo. 
Fattasi coraggio, Maria, riscoprirà l’amore arrivando a comprendere anche di più sua figlia e non avendo più remore a lasciare il marito per lanciarsi in un'avventura con Hubert che, a sua volta, ha coraggiosamente dato una svolta a una vita in cui sembrava tutto scritto e immutabile.

## Produzione
Il film segna l’esordio alla regia di lungometraggi per il duo di autori Lauriane Escaffre e Yvonnick Muller, ispiratisi a una storia personale di famiglia (in particolare della nonna di Escaffre). 

## Distribuzione
Distribuito in Italia da Europictures a partire dal 3 novembre 2022, il film è stato trasmesso su Rai 3 in prima visione televisiva nella serata del 13 settembre 2024.

## Accoglienza

### Critica
La critica italiana ha accolto il film con interesse, apprezzando il tono poetico e l’interpretazione autentica di Karin Viard. Lo stile narrativo è stato lodato da Movieplayer.it, Hotcorn.com e Cinematografo.it come un “soffio di gentilezza” ed “elegante racconto di trasformazione”.